# Paul Cruickshank
John Paul Cruickshank (sinh ngày 18 tháng 1 năm 1960 ở Oldham, Lancashire) là một cựu cầu thủ bóng đá người Anh thi đấu ở Football League ở vị trí tiền vệ.